# Leonardo Sciascia
Leonardo Sciascia [leoˈnardo ˈʃaːʃa] (ur. 8 stycznia 1921 w Racalmuto, zm. 20 listopada 1989 w Palermo) – włoski pisarz, publicysta i polityk.

## Życiorys
Sciascia urodził się na Sycylii i jego twórczość jest mocno osadzona w realiach wyspy. W wielu książkach podejmował temat wpływu mafii na codzienne życie Sycylijczyków. W niektórych, choćby Todo modo, zajmował się kondycją chrześcijaństwa i rolą Kościoła we współczesnym świecie. 
Oprócz prozy publikował także prace poświęcone literaturze oraz politycznym wydarzeniom. Napisał m.in. Zniknięcie Majorany poświęcone znanemu fizykowi oraz książkę o porwaniu Aldo Moro (L'affaire Moro). Publikował m.in. w „Corriere della Sera”. Jego utwory były przenoszone na ekran filmowy.
W latach 70. rozpoczął karierę polityczną. Z ramienia PCI (partii komunistycznej) był radnym w Palermo, w 1979 trafił do Parlamentu Europejskiego (z partii Partito Radicale). 

## Polskie przekłady
- Dzień puszczyka (Il giorno della civetta 1961)
- Rada egipska (Il consiglio d'Egitto, 1963)
- Każdemu, co mu się należy (od mafii) (A ciascuno il suo 1966)
- Kontekst
- Prosta sprawa
- Rycerz i śmierć (Il cavaliere e la morte 1988)
- Skrytobójcy
- Todo modo (Todo modo 1974)
- Zniknięcie Majorany (La scomparsa di Majorana 1975)